# 伊拉里奥·阿斯卡苏比
伊拉里奥·阿斯卡苏比（西班牙語：Hilario Ascasubi，1807年1月14日—1875年11月27日），阿根廷政治人物、外交官、记者、诗人，生于科尔多瓦，早年辍学出游，後回国反抗罗萨斯的独裁统治，亦曾因此被迫流亡乌拉圭，流亡期间多次通过报刊抨击罗萨斯的统治，米特雷上台後，得到当局重用成为外交官。在文學領域，阿斯卡苏比是高乔文學的代表作家之一，其代表作《桑托斯·維加》亦为高卓文學三大史詩之一。

## 生平
在1807年的一个雷雨天，伊拉里奥·阿斯卡苏比出生在一辆由科尔多瓦前往布宜诺斯艾利斯的牛车上:40，当时他的母亲正搭乘着这辆马车前往布市参加一场婚礼，出生後，阿斯卡苏比曾在布宜诺斯艾利斯、科尔多瓦等大城市生活。
1821年，年少的阿斯卡苏比辍学，并前往欧洲旅行，途中，他搭乘的船只遭到劫持并开到了葡萄牙，但他得以逃走，并前往法国生活了两年。1824年，他回到阿根廷，并在萨尔塔创办了当地第一家印刷厂，并开始对外出版《萨尔塔月刊》（Revista de Salta）:41。后来，他参加了阿根廷内战，投身反抗考迪罗胡安·曼努埃尔·德罗萨斯的独裁统治，因此遭到后者迫害，被迫流亡乌拉圭:41，在流亡期间，阿斯卡苏比经营着一家面包坊，继续从事新闻出版，并与当地自由派人士发行报刊，以对抗邦联派媒体的政治宣传，亦开始创作诗歌，并于1846年以《保利诺·卢塞罗》（Paulino Lucero）的篇名对外出版。
罗萨斯于1852年被胡斯托·何塞·德·乌尔基萨推翻後，阿斯卡苏比回到阿根廷，以“好汉阿尼塞托”（Aniceto el Gallo）的名义继续撰写时事评论。1862年，巴托洛梅·米特雷取得政权後，阿斯卡苏比获得重用，被当局任命为驻法国外交官，他在巴黎任职超过十年，并在此期间发表了诗作《桑托斯·維加》，返回阿根廷後，他于1875年在布宜诺斯艾利斯逝世。为了纪念他的贡献，阿根廷政府将布宜诺斯艾利斯省的一座市镇命名为伊拉里奥阿斯卡苏比。

## 文学
19世纪初期的乌拉圭诗人巴托洛梅·伊达尔戈的创作令植根於拉普拉塔平原住民高乔人生活軌跡、以民歌帕亞多爾為基礎的高乔诗歌趋于成熟，受到伊达尔戈的影响，处在罗萨斯独裁统治阴影下的阿斯卡苏比等人开始尝试借高乔人之口批评当局。其诗作有《保利诺·卢塞罗》、《桑托斯·維加》等。《桑托斯·維加》又名为《拉弗洛尔的双生兄弟》，诗歌讲述了拉普拉塔河流域一位名叫桑托斯·維加的民间行吟歌手，为了感谢一对高乔夫妇对他的款待，给他们讲述了拉弗洛尔庄园一对双胞胎兄弟成为江洋大盗的故事，而创作《浮士德》的埃斯塔尼斯拉奥·德尔坎波以及创作《马丁·菲耶罗》的何塞·埃尔南德斯都或多或少地受到了阿斯卡苏比的影响，其中，埃尔南德斯亦将高乔叙事诗发展为史诗的规模，令高乔文学达到巅峰:67。而阿斯卡苏比也因此被誉为阿根廷的“高乔民族诗歌之父”。